# 도널드 데이비드슨
도널드 데이비드슨(Donald Davidson, 1917년 3월 6일 ~ 2003년 8월 30일)은 현대 미국의 철학자이다. 본래 언어철학에 많은 업적을 남긴 사람이지만, 영미 분석철학의 흐름이 언어철학에서 심리철학으로
전환된 이후, 심리철학에서 무법칙적 일원론(anamolous monism)을 주장한 것으로 유명하다.

## 같이 보기
- 장 니코드 상
- 스웜프 싱